# Louis Blenker
Louis Blenker, nato Ludwig Blenker (Worms, 31 luglio 1812 – New City, 31 ottobre 1863), è stato un generale e rivoluzionario tedesco naturalizzato statunitense.

## Biografia

### La vita in Germania
Nato a Worms, in Germania, il 31 luglio 1812, Ludwig Blenker fece apprendistato presso suo zio a Kreuznach per divenire fabbro, ma venne successivamente inviato a studiare al Politecnico di Monaco di Baviera. Contro il volere della famiglia, si arruolò nel reggimento degli ulani che accompagnò il principe Ottone di Baviera in Grecia per essere incoronato sovrano nel 1832. Per i suoi modi eleganti e i riconoscimenti ottenuti divenne ufficiale, ma poi una rivolta in Grecia lo obbligò a lasciare il servizio nel 1837. Studiò quindi medicina a Monaco, ma successivamente perseguendo il desiderio dei genitori, aprì un commercio di vini a Worms. Nel 1843 sposò Elise Blenker. Nel 1848 divenne colonnello della milizia di Worms, città dove fu un personaggio particolarmente noto al punto che venne proposto per la candidatura a sindaco, ma non riuscì ad essere eletto. Questa sconfitta elettorale lo portò a parteggiare per i rivoluzionari del 1848 e quando la rivoluzione scoppiò nel Baden, guidò un corpo di insorti malgrado le scarse prospettive di riuscita dell'operazione, distinguendosi per coraggio. Sua moglie Elise lo accompagnò in tutte le sue campagne. Come comandante di un Freischaren prese la città di Ludwigshafen (10 maggio 1849), occupò la città di Worms e tentò un attaccò senza successo alla città di Landau. Quando le truppe prussiane entrarono nell'elettorato palatino, combatté diverse schermaglie nel Baden, ma dopo la soppressione della rivoluzione venne costretto a fuggire assieme ad altri capi rivoluzionari come Germain Metternich, Ludwig Bamberger e Franz Zitz in Svizzera, da dove poi decise di emigrare alla volta degli Stati Uniti.

### La vita negli Stati Uniti

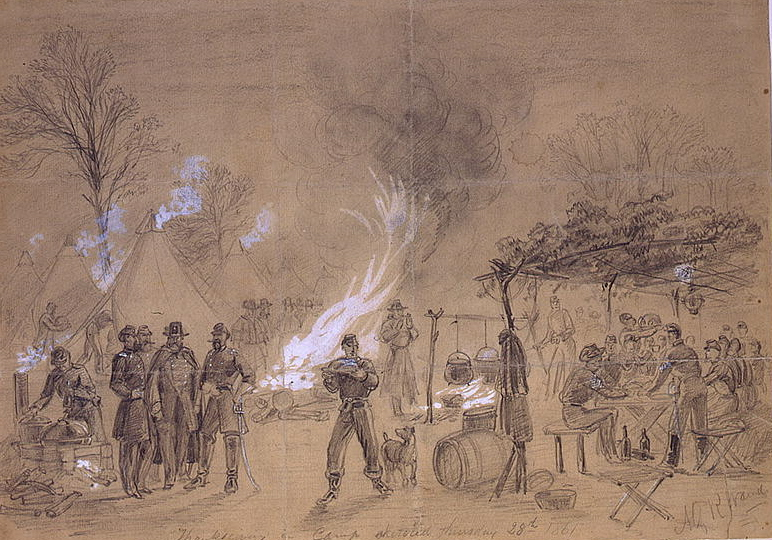
Giorno del ringraziamento al campo del generale Louis Blenker

Al suo arrivo negli Stati Uniti si insediò in una fattoria nello stato di New York, dove si occupò di agricoltura. Allo scoppio della guerra civile americana organizzò l'8º reggimento di volontari di fanteria di New York, del quale divenne colonnello. Venne notato in particolare per il suo ruolo avuto nella ritirata a Bull Run e per le azioni da lui compiute nella Virginia occidentale nel corso della Battaglia di Cross Keys. Per il ruolo avuto a Bull Run venne elevato al rango di generale di brigata dei volontari.
Dopo Cross Keys la sua carriera iniziò ad entrare in crisi con frequenti accuse di furti nelle derrate alimentari e nei rifornimenti che sarebbero spettati all'esercito, e contro di lui vi furono anche accuse di irregolarità finanziarie. In una lettera all'Illinois Staatszeitung, Gustav Struve difese pubblicamente l'operato di Blenker, ma le accuse continuarono. Sul New York Tribune apparvero nuovi articoli che accusavano Blenker e le sue truppe di aver razziato la campagna. Blenker venne difeso dal New Yorker Criminal Zeitung und Belletristisches Journal, ed alcuni editori suggerirono che in realtà contro di lui fosse Carl Schurz ad aver organizzato una campagna di discredito.
Quel che è certo è che Blenker aveva un certo amore per le spese superflue e per le feste. Quando McClellan divenne generale dell'Armata del Potomac, Blenker andò in processione con alcuni suoi uomini al suo quartier generale osannandolo. Egli inoltre amava circondarsi di tedeschi come lui, in particolare se di nobili origini, a partire dal principe Felice di Salm-Salm, cosa che era ritenuta un affronto per puristi repubblicani come Karl Heinzen e Struve. Struve, che pure era membro del corpo d'armata di Blenker, si dimise per protesta col suo comandante, e Heinzen iniziò una serie di attacchi mirati sul suo giornale, Pionier.
Le accuse al generale Blenker raggiunsero il War Department, e poi da lì arrivarono al Senato degli Stati Uniti. Alexander Schimmelfennig, un ufficiale americano di origini tedeschi, lo definì uno "scroccone", e si aprì quindi una controversia tra i sostenitori di Schurz, Blenker e Franz Sigel. Blenker venne infine confermato al grado di generale e nei suoi comandi, ma la sua carriera sembrò ormai rovinata.
Il 31 marzo 1863 venne estromesso dal servizio attivo e morì nell'ottobre di quello stesso anno a causa di una serie di ferite subite mentre era al comando di Warrenton, in Virginia, lasciando la moglie, un figlio e tre figlie.